# 글로리아 (2014년 영화)
글로리아(Gloria)는 멕시코에서 제작된 크리스찬 켈러 감독의 2014년 드라마 영화이다. 소피아 에스피노사 등이 주연으로 출연하였고 베리 오스본 등이 제작에 참여하였다.

## 출연

### 주연
- 소피아 에스피노사

### 조연
- 마르코 페레즈
- 마리사 루비오
- 모이세스 아리즈멘디
- 오스발도 리오스
- 마갈리 보이셀레
- 에스테파니아 빌라릴
- 리카도 클레인바움
- 페페 올리바레스
- 미리암 칼데론

## 제작진
- 섭외: 알레한드로 레자